# Naveen John
Naveen John (Salmiya, 7 april 1986) is een Indiaas wielrenner die in 2016 reed voor State of Matter/MAAP.

## Carrière
In 2014 werd John nationaal kampioen tijdrijden door het parcours één seconde sneller af te leggen dan Arvind Panwar. De nationale kampioenschappen van 2015 werden gehouden in februari 2016, maar stonden hierdoor niet op de UCI-kalender. In november van dat jaar verdedigde John zijn officiële titel met succes: hij versloeg Panwar opnieuw en werd nationaal kampioen.
In 2016 werd John de eerste Indiër die deel uitmaakte van een UCI-ploeg door een contract te tekenen bij State of Matter/MAAP. Later dat jaar werd hij, samen met Arvind Panwar, de eerste renner uit India die deelnam aan het wereldkampioenschap: in de tijdrit eindigde hij op plek 55.
In oktober 2017 verdedigde hij zijn nationale tijdrittitel opnieuw met succes. Daarnaast won hij twee dagen later ook de wegwedstrijd, voor Mugesh Baskar en Manohar Lal Bishnoi.

## Overwinningen
2014
 Indiaas kampioen tijdrijden, Elite
2016
 Indiaas kampioen tijdrijden, Elite
2017
 Indiaas kampioen tijdrijden, Elite
 Indiaas kampioen op de weg, Elite

## Ploegen
- 2016 –  State of Matter/MAAP